# 糞尿譚
「糞尿譚」（ふんにょうたん）は、火野葦平の短編小説である。1937年（昭和12年）同人誌『文学会議』第4号に発表された。翌年3月に中短編集『糞尿譚』を小山書店から刊行した。第6回芥川龍之介賞を受賞したが、日中戦争に出征中であったので、小林秀雄を使者にして、陣中で授与された。

## あらすじ
九州のある市で糞尿回収を営む小森彦太郎は、トラックを持つなどの投資をしながら、長らく商売の不振が続いていた。しかし、市会を牛耳る民政党に対立する市会議員で有力者・赤瀬の知遇を得て、市の施設の回収を請け負う指定業者の認定を得る。だが期待に反して市の予算は少なく、彦太郎は不満を募らせる。
そんな折、赤瀬からその娘婿の阿部という男を支援者として紹介される。阿部は指定業者の予算がかかる費用よりも少ないという理由での値上げ嘆願書を作って彦太郎に市に提出させ、予算増が認められた。彦太郎は、商売敵になる業者たちに、組合を作って競争せず共栄しようと呼びかけたが、宴席に出ただけで逃げられてしまう。また、民政党系の新聞記者から、指定業者になったのは何らかの便宜を受けたのではないか、昔は彦太郎も民政党を支援していたではないかと詰問される。そんな立場でも、彦太郎はいつか市が回収事業を市営化するときに、その買収資金を得ることを当てに事業を続けていた。
その矢先、彦太郎は阿部から酒席に誘われ、その場で出された書類に言われるままに実印を押してしまう。それは、市営化の際の買収額を赤瀬・阿部・彦太郎で分配する公正証書で、彦太郎の取り分をその1/4とするものだった。事態を知って悄然として町に出た彦太郎に、出会った顔見知りの市の衛生課長・杉山や、組合を袖にした同業者のボス・友田が、それぞれ憤懣を語り、3人は泣きながら飲み明かした。しばらくして市の指定場所に糞尿を捨てに行った彦太郎を、地元住民が妨害する。石を投げられた彦太郎は怒りのあまり運んできた肥桶を倒し、さらに残った肥桶から自分に降りかかることもものともせずに柄杓で糞尿を振りまいた。その姿は夕日の中で光り輝いていた。

## 映画
1957年に、野村芳太郎監督で、『伴淳・森繁の糞尿譚』の題名で映画化されている。結末は原作とは異なっている。

### キャスト
- 伴淳三郎 - 小森彦太郎
- 村瀬幸子 - 小森としの
- 柳永二郎 - 赤瀬春吉
- 沢村貞子 - 赤瀬辰子
- 瑳峨三智子 - おせい
- 森繁久弥 - 阿部丑之助
- 小沢栄太郎 - 友田喜造
- 渋谷天外 - 杉山

原作者の火野自身も「市参事C」の役でカメオ出演している。